# Divoševci
Divoševci falu Horvátországban, Bród-Szávamente megyében. Közigazgatásilag Nagykopanicához tartozik.

## Fekvése, éghajlata, élővilága
Bród központjától légvonalban 26, közúton 33 km-re keletre, községközpontjától 4 km-re nyugatra, Szlavónia középső részén, a Szávamenti síkságon, az A3-as autópályától északra, az A5-ös autópályától keletre, a Donji Andrijevcit Prnjavorral összekötő út mentén fekszik. Házai patkó alakban helyezkednek el az Osatno nevű vízfolyás két oldalán, melyet 1959-ben szabályoztak, így 20 méter szélességű csatorna lett. Az Osatno a falutól 2 km-re ömlik a Biđ-patakba, mely a település északi határát képezi. Éghajlata kontinentális. A telek hosszúak és hidegek, a tavaszok esősek, a nyarak szárazak, az őszök hűvösek, ködösek, néha sok csapadékkal. A terület talaja humuszban gazdag, ami azt jelenti, hogy termékeny.
Az uralkodó talajtípusok a humusz és az agyag. Az e területre jellemző gabonaféléknek, gyümölcsöknek és zöldségeknek kedvező. A közelmúltban alkalmazott hagyományos talajművelési módszereknek köszönhetően a talaj még mindig telítetlen kémiai anyagokkal. A környéken élő állatfajok: őz, nyúl, fácán, róka, vadnyúl, vadmacska és a fogoly. Sajnos ezek az állati fajok veszélyeztetettek, elsősorban a növényvédő szerek növekvő mennyiségű vegyi anyagai miatt. A legtöbb említett faj elsősorban az erdőben él.

## Története
Nevét kétféleképpen magyarázzák: Az egyik lehetséges magyarázat a horvát „Divoš” személynév, míg a másik a magyar „diós” melléknév. Első írásos említése „Divosevczi” alakban a szlavóniai települések 1698-as összeírásában Prenyavor hajdútelepülés északi szomszédjaként történt. Az 1730-as egyházi vizitáció jelentése szerint 15 ház és egy fakápolna állt a településen. 1746-ban 24 házában 143 lakos élt. 1758-ban Szent Simon és Júdás kápolnáját említik. Lakói a szomszédos Hrastić temetőjébe temetkeztek. Az 1760-as jelentés szerint 34 ház volt, ahol 60 család és 248 katolikus lakos élt. A katonai közigazgatás megszervezése után a bródi hatáőrezredhez tartozott.
Az első katonai felmérés térképén „Divosevcze” néven található. Lipszky János 1808-ban Budán kiadott repertóriumában „Divossevcze” néven szerepel. Nagy Lajos 1829-ben kiadott művében „Divoshevcze” néven 54 házzal, 270 katolikus és egy ortodox vallású lakossal találjuk. A katonai közigazgatás megszüntetése után 1871-ben Pozsega vármegyéhez csatolták.
A településnek 1857-ben 245, 1910-ben 347 lakosa volt. Pozsega vármegye Bródi járásának része volt. Az 1910-es népszámlálás adatai szerint lakosságának 90%-a horvát, 7%-a magyar, 2%-a német anyanyelvű volt. Az első világháború után 1918-ban az új szerb-horvát-szlovén állam, majd később (1929-ben) Jugoszlávia része lett. 1991-től a független Horvátországhoz tartozik. 1991-ben lakosságának 96%-a horvát nemzetiségű volt. 2011-ben a településnek 296 lakosa volt.

## Lakossága
| Lakosság változása | Lakosság változása | Lakosság változása | Lakosság változása | Lakosság változása | Lakosság változása | Lakosság változása | Lakosság változása | Lakosság változása | Lakosság változása | Lakosság változása | Lakosság változása | Lakosság változása | Lakosság változása | Lakosság változása | Lakosság változása |
| ------------------ | ------------------ | ------------------ | ------------------ | ------------------ | ------------------ | ------------------ | ------------------ | ------------------ | ------------------ | ------------------ | ------------------ | ------------------ | ------------------ | ------------------ | ------------------ |
| 1857               | 1869               | 1880               | 1890               | 1900               | 1910               | 1921               | 1931               | 1948               | 1953               | 1961               | 1971               | 1981               | 1991               | 2001               | 2011               |
| 245                | 282                | 243                | 277                | 285                | 347                | 312                | 374                | 393                | 429                | 428                | 420                | 363                | 334                | 301                | 296                |

## Gazdaság
A helyi gazdaság vezető ágazata a mezőgazdaság, mivel a lakosság több mint 50%-a kizárólag ezzel a tevékenységgel foglalkozik. A fiatalok elsősorban a közeli városokban, Bródon, Diakováron dolgoznak.

## Nevezetességei
A Kisboldogasszony tiszteletére szentelt római katolikus temploma. Egyhajós épület félköríves szentéllyel, a homlokzat feletti harangtoronnyal, melyet piramis alakú toronysisakkal fedtek. Oltárán 1984 óta Szűz Mária szobra látható. Mária születése képét, mely az oltár felett látható Jarm szlovén festőművész festette.

## Kultúra
A KUD „Mladost” Divoševci kulturális és művészeti egyesületet 1973-ban alapították.

## Oktatás
Az iskolát az Osztrák-Magyar Monarchia idején építették. Akkoriban ehhez hasonló iskolák épültek a horvát falvakban, így hasonló épületek találhatók Poljanciban, Donja Bebrinában és Bród környékén is. Az iskola a földszinten és az emeleten is négyablakos, külön bejárattal a földszintjén található tanítói lakásba. Az emeleti bejárat a másik oldalon van. A Divoševciben a donji andrijevci „Viktor Car Emin” általános iskola térségi iskolája működik négy alsó tagozatos osztállyal. A gyermekek kis száma miatt az iskolába csak minden második évben jelentkezhetnek úgy, hogy a diákok két évfolyama egy osztályteremben tanul. Az 5.-től 8. osztályba tartozó gyermekek Donje Andrijevcire járnak iskolába, később pedig Bródra járnak középiskolába.

## Sport
Az NK „Mladost” Divoševci labdarúgóklubot 1975 körül alapították, de csak 1980-tól szerepelt a bródi 3. ligában. 1995-ben feljutott a megyei 2. ligába, ahol ma is sikerrel szerepel.

## Egyesületek
A DVD Divoševci önkéntes tűzoltóegyletet 1952. március 19-én alapították. Első elnöke Vinko Petričević volt. 2002-ben az aktív tagság hiánya miatt az egyesület működését 2009. októberéig befagyasztották. Ekkor a jelenlegi elnök Krešimir Vidaković kezdeményezésére újraindították tevékenységét. Az egyesületnek jelenleg 58 tagja van, melynek a fele aktív.